# Bakary Haidara
Bakary Haidara (1 juni 2005) is een Ivoriaans voetballer die sinds 2023 uitkomt voor KVC Westerlo.

## Carrière
Haidara maakte in september 2023 de overstap van de Right to Dream Academy naar de Belgische eersteklasser KVC Westerlo. Haidara trok de aandacht van Westerlo tijdens de Agadir Cup, een toernooi tussen de acht beste academies van het Afrikaanse continent. Op 4 november 2023 kreeg Haidara, die op dat moment nog nooit in de wedstrijdselectie had gezeten voor een officiële wedstrijd van Westerlo, een basisplaats in de competitiewedstrijd tegen Oud-Heverlee Leuven (0-2-winst).

## Clubstatistieken
| Seizoen         | Club            | Land            | Competitie      | Competitie | Competitie | Beker | Beker | Supercup | Supercup | Europees | Europees | Totaal | Totaal |
| Seizoen         | Club            | Land            | Competitie      | Wed.       | Dlp.       | Wed.  | Dlp.  | Wed.     | Dlp.     | Wed.     | Dlp.     | Wed.   | Dlp.   |
| --------------- | --------------- | --------------- | --------------- | ---------- | ---------- | ----- | ----- | -------- | -------- | -------- | -------- | ------ | ------ |
| 2023/24         | KVC Westerlo    | Vlag van België | Eerste klasse A | 5          | 0          | 0     | 0     | —        | —        | —        | —        | 5      | 0      |
| Carrière totaal | Carrière totaal | Carrière totaal | Carrière totaal | 5          | 0          | 0     | 0     | 0        | 0        | 0        | 0        | 5      | 0      |

Bijgewerkt op 28 januari 2024.